# Rock Island (Washington)
Rock Island je grad u američkoj saveznoj državi Washington. Prema popisu stanovništva iz 2010. u njemu je živjelo 788 stanovnika.